# Jilotlán de los Dolores
Jilotlán de los Dolores es una población del sureste del estado de Jalisco en México, cabecera del municipio del mismo nombre.

## Toponimia
Jilotlán significa: "Lugar donde abundan los jilotes o maíz tierno". El lugar era dedicado a "Xiloléote", deidad protectora de la inflorescencia del maíz. Se conoció antiguamente con el nombre de San Miguel de Jilotlán.

## Historia
Fue poblado indígena de gran importancia que comprendía 22 pueblos, consumidos por una peste. En 1780 solo existía Jilotlán, quedando de las demás poblaciones solo ruinas. Su cacique se llamaba "Xicoténcatl" y estaba sujeto a Tamazula. El reino fue conquistado por los españoles.
Francisco Cortés de San Buenaventura fundó el pueblo de Jilotlán y le dio en propiedad extensos terrenos. El oidor Juan Fernández de Híjar nombró primer alcalde a su ahijado Juan Miguel Fernández (Xicoténcatl). Las tierras quedaron sujetas a los dominios y señoríos de la provincia de Michoacán. Sede de príncipes indígenas, entre el actual poblado y Tepalcatepec se enhiestan aún los muros de cantera de un templo en ruinas. Allí estuvo primitivamente Jilotlán, hoy Pueblo Viejo. Hacia 1820 los insurgentes llegaban con frecuencia al poblado y cometían toda clase de excesos. Aconsejados por el párroco, los indígenas les dieron muerte con piedras, palos y machetes en una de sus incursiones. Posteriormente un numeroso grupo de insurgentes mató a todos los que vivían en el poblado. El párroco, que quedó con vida, regresó hasta 1822 y como la población estaba deshabitada, en 1832 la parroquia y comisaría se cambiaron al lugar en donde hoy se localiza el actual Jilotlán, en un sitio que se denominaba Dolores, llamándose desde entonces Jilotlán de los Dolores.
Al estallar la revolución, esta región gozaba de gran prosperidad, en las ricas haciendas había grandes criaderos de ganado y en el lomerío pastaban más de 10.000 cabezas de animales. Jilotlán es el extremo sureste de Jalisco. En 1795 dejó de pertenecer a Michoacán y se anexó a Nueva Galicia. Fue comisaría de Tamazula hasta el año de 1849 en que fue elevado al rango de municipio.

## Turismo
Artesanías
- Elaboración de: huaraches, bancos de cuero de vaca y bordados a mano.

Iglesias
- Templo de Pueblo Viejo.
- Templo de San Miguel Arcángel.

Parques y reservas
- El Soyatal.
- Huapala.
- La Muralla.

Sitios históricos
- Hacienda de Guachinanguillo.
- Templo de Pueblo Viejo.
- Escrituras rupestres en La Loma.

## Fiestas
Fiestas religiosas
- Fiesta en honor de San Miguel. Del 1 al 8 de mayo.
- Fiesta en honor de la Virgen de Guadalupe. Del 3 al 12 de diciembre.